# Villa Kantwijk
Villa Kantwijk aan de Eemnesserweg is een gemeentelijk monument in Baarn in de provincie Utrecht.
Het huis Eemnesserweg 84 werd in 1911 gebouwd door aannemer Koelewijn. Links van de rondboogportiek is een serre met balkon aangebouwd. De bovenlichten rechts hebben een roedenverdeling. Tegen de zijgevel aan die zijde bevindt zich een veranda.